# Wolfgang Reinholz
Wolfgang Reinholz (* 31. Oktober 1911 in Bromberg; † 2. Juli 1995 in Trier) war ein deutscher Jurist und SS-Sturmbannführer.

## Leben
Der Sohn eines Volksschulrektors studierte nach dem Schulbesuch in Bonn, wo er zeitweise als Vorsitzender des Ehrengerichtshofes der Studentenschaft fungierte. Zum 1. Mai 1932 trat er der NSDAP bei (Mitgliedsnummer 1.165.419).
In den 1930er Jahren trat Reinholz in die SS ein (SS-Nummer 310.076), in der er schließlich zum Jahresende 1937 in den Sicherheitsdienst des Reichsführers SS (SD) aufgenommen wurde. Ab Ende 1941 war er im Rang eines Sturmbannführers Leiter des Referates III A (Fragen der Rechtsordnung und des Reichsaufbaus) in der Amtsgruppe III (Deutsche Lebensgebiete – SD-Inland). In dieser Position folgte er Karl Gengenbach nach.
Am 1. September 1942 wurde Reinholz zum Sturmbannführer befördert. 1942/1943 war er beim Einsatzkommando 11b in der besetzten Sowjetunion tätig.
1943 war Reinholz als stellvertretender Leiter des Einsatzkommandos 2, Sarajewo, der Einsatzgruppe E der Sicherheitspolizei und des SD an Massenerschießungen in Kroatien beteiligt.
Im Herbst 1943 übernahm Reinholz erneut die Leitung des Referates III A 3 im RSHA, bevor er im November 1944 mit der Leitung des SD-Abschnitts Potsdam betraut wurde.
Nach dem Krieg ließ er sich in Trier nieder, fand eine Anstellung beim Lastenausgleichsamt, wechselte in die Landesjustizverwaltung  und beendete seine Karriere als Vorsitzender Richter der Trierer Kammer des Verwaltungsgerichtes Koblenz.